# Những kẻ theo dõi
Những kẻ theo dõi (tựa tiếng Anh: The Watchers) là một bộ phim điện ảnh Mỹ thuộc thể loại kinh dị siêu nhiên ra mắt vào năm 2024 do Ishana Night Shyamalan viết kịch bản kiêm đạo diễn trong tác phẩm đầu tay của cô, dựa trên cuốn tiểu thuyết cùng tên của tác giả A. M. Shine. Phim có sự tham gia diễn xuất của Dakota Fanning, Georgina Campbell, Oliver Finnegan và Olwen Fouéré.
Bộ phim được khởi quay từ tháng 7 đến tháng 9 năm 2023, và được công chiếu tại các rạp vào ngày 14 tháng 6 năm 2024 do Warner Bros. Pictures phân phối. Tác phẩm nhận về những lời chỉ trích từ giới chuyên môn sau khi ra mắt.

## Nội dung
Mina là một nữ họa sĩ 28 tuổi đang bị lạc trong một khu rừng rộng lớn và hoang sơ ở phía Tây Ireland. Khi tìm được nơi trú ẩn, cô lại tiếp tục mắc kẹt tại nơi đó cùng với ba người lạ mặt khác và tất cả bọn họ đều đang bị theo dõi và rình rập hàng đêm bởi những sinh vật bí ẩn.

## Diễn viên
- Dakota Fanning thủ vai Mina[2]
- Georgina Campbell[2]
- Oliver Finnegan
- Olwen Fouéré[3]

## Sản xuất

### Phát triển và tuyển vai
Vào tháng 2 năm 2023, có thông báo về việc hãng New Line Cinema sẽ thực hiện sản xuất Những kẻ theo dõi với kịch bản cũng như đạo diễn sẽ Ishana Night Shyamalan cầm trịch và đồng thời đây cũng là bộ phim đạo diễn đầu tay của cô. Sau đó, vào tháng 4, Dakota Fanning và Georgina Campbell chính thức xác nhận sẽ tham gia vào dàn diễn viên của phim.

### Quay phim
Bộ phim được khởi quay tại Dublin, Wicklow và Galway từ tháng 7 đến tháng 9 năm 2023. Tuy nhiên, vào giữa tháng 7, đoàn phim phải được cấp một thỏa thuận để tiếp tục tiến hành công đoạn này bởi sự ảnh hưởng từ sự kiện đình công của SAG-AFTRA vào năm 2023.

## Phát hành
Những kẻ theo dõi được công chiếu tại các rạp vào ngày 14 tháng 6 năm 2024 do Warner Bros. Pictures phân phối. Trước đó, lịch dự kiến phát hành ban đầu của phim là ngày 7 tháng 6 cùng năm.